# 宋朝华
宋朝华（1962年5月—），男，汉族，四川邛崃人，中华人民共和国政治人物。温江师范专科学校（今西华大学）中文专业毕业，中共四川省委党校法律专业毕业。曾任四川省人大常委会副主任、党组成员。

## 生平
1980年9月至1983年7月，宋朝华在温江师范专科学校（今西华大学）中文专业学习，并于在校期间的1983年6月加入中国共产党，毕业后，他成为教师，先后在蒲江县大兴中学、蒲江县教师进修学校执教。1984年，宋朝华步入政坛，成为蒲江县人大常委会办公室干部。1985年3月，调动至中共成都市委组织部，历任该机构干部、青干处副处长、中共大邑县委组织部常务副部长，中共大邑县委常委、组织部部长，中共大邑县委副书记、组织部部长。1997年3月，任大邑县委副书记、县人民政府代县长、党组书记，同年10月，任中共大邑县委书记:67。2002年12月，转任中共新津县委书记:547。2006年8月，任中共成都市成华区委书记，同年12月兼任区人大常委会主任。2008年8月，任中共眉山市委常委、市人民政府常务副市长。2010年11月，任中共眉山市委副书记。2011年11月，任中共眉山市委副书记、市人民政府市长、党组书记。2013年，当选第十二届全国人民代表大会四川地区代表，任期5年。
2016年2月，宋朝华转任中共南充市委副书记、代市长，并于当年3月正式当选为市长。2016年7月，任中共南充市委书记。2021年2月，当选为四川省人大常委会副主任，2025年1月辞去省人大常委会副主任职务。同年4月25日，因涉嫌严重违纪违法，接受中央纪委国家监委纪律审查和监察调查。